# Chasing the Light (singel)
Chasing the Light – drugi singel Amy Studt promujący płytę My Paper Made Men.

## Teledysk
Reżyserię wideoklipu objął Owen Trevor. Na ekranie widzimy Amy, która jest ubrana w czarną sukienkę i stoi na czarnym tle w świetle reflektora. W czasie kolejnych refrenów jest kolejno: targana podmuchami wiatru, następnie uderzana słupami wody, na koniec spryskiwana niebieską farbą, która później samoistnie znika.

## Lista utworów
1. Chasing the Light – 3:30